# Sanremo-Festival 1964
Die 14. Ausgabe des Festival della Canzone Italiana di Sanremo fand 1964 vom 30. Januar bis zum 1. Februar im städtischen Kasino in Sanremo statt und wurde von Mike Bongiorno und Giuliana Lojodice moderiert.

## Ablauf

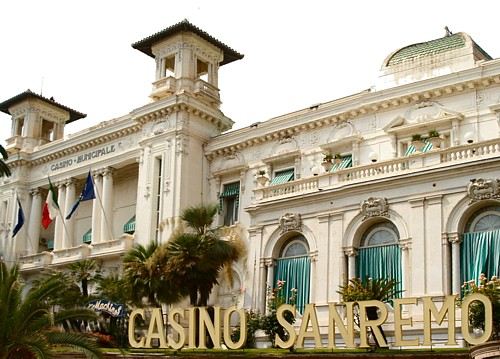
Das städtische Kasino, Veranstaltungsort des Sanremo-Festivals

Nach dem eher enttäuschenden Erfolg der letzten Ausgabe führte Gianni Ravera, nun zum dritten Mal der Organisator des Festivals, einige Neuerungen ein. Die eingesandten Lieder, nun wieder 24 statt 20, mussten etwa bereits durch die Plattenfirmen ihren Interpreten zugewiesen werden, anstatt wie bisher erst von den Veranstaltern zugeteilt zu werden. Für die traditionelle zweite Version jedes Liedes hingegen lud man internationale Sänger und Gruppen ein, die aber bis auf wenige Ausnahmen ebenfalls auf Italienisch sangen. Die Dirigenten wurden ebenfalls fix den Liedern zugeteilt, womit in diesem Jahr gleich 22 verschiedene Personen ans Dirigentenpult traten. Die RAI strahlte außerdem nicht mehr nur das Finale, sondern auch den zweiten Abend live aus.
Unter den Stars der 40 Teilnehmer waren die Amerikaner Paul Anka, der dem Newcomer Roby Ferrante zugeteilt wurde, Ben E. King, Frankie Avalon, Bobby Rydell, Frankie Laine, Peggy March und Gene Pitney. Aus Deutschland war Peter Kraus vertreten, einmal an der Seite von Nicola Arigliano und einmal mit Emilio Pericoli. Neben der 16-jährigen Peggy March traten viele junge Sänger an, darunter die Sieger des letzten Festivals von Castrocaro, Gigliola Cinquetti (16) und Bruno Filippini (18), aber auch Robertino (17), Bobby Solo (18), Lilly Bonato (16) und Fabrizio Ferretti (18). Von den altbekannten Gesichtern waren Claudio Villa, Domenico Modugno, Pino Donaggio, Tony Renis, Milva, Giorgio Gaber und Gino Paoli vertreten.
Domenico Modugno machte in diesem Jahr von sich reden, da er sich weigerte, mit Paul Anka ein Wort zu wechseln, angeblich aufgrund eines nicht gewährten Darlehens bei einem früheren Zusammentreffen 1959 in Los Angeles. Anka brachte sein Unverständnis über Modugnos ungerechtes Verhalten auch in einem Interview zum Ausdruck. Neben diesem Vorfall geriet auch Bobby Solo ins Rampenlicht, da er aufgrund einer Rachenentzündung nur in Playback singen konnte, was eigentlich nicht zulässig war. Solos Plattenfirma wollte die Werbeplattform Sanremo dennoch nicht ungenutzt lassen, weshalb beschlossen wurde, dass sein Beitrag Una lacrima sul viso nicht für die Endwertung berücksichtigt werden sollte.
Das neue Abstimmungssystem sah 1964 vor, dass die 20 auf das ganze Land verteilten demoskopischen Jurys zu 50 % aus Minderjährigen (< 25 Jahren) zusammengesetzt waren. Außerdem wurde die Saaljury komplett abgeschafft. Entsprechend war auch das Durchschnittsalter der Finalisten relativ niedrig und Größen wie Claudio Villa, Tony Renis und Milva schieden frühzeitig aus. Während die Prognosen nun Ogni volta (Roby Ferrante / Gene Pitney) und Che me ne importa… a me (Domenico Modugno / Frankie Laine) als Anwärter auf den Sieg vorsahen, konnte sich überraschend Non ho l’età (per amarti) von Gigliola Cinquetti und der Belgierin Patricia Carli durchsetzen – sehr zum Missfallen Modugnos, der sich sogleich abwertend über das Siegerlied äußerte, jedoch zur Freude Minas, die im Publikum saß und den Sieg vorausgesehen hatte. Cinquetti hält bis heute den Rekord als jüngste Siegerin des Sanremo-Festivals.

## Teilnehmende Beiträge
| Platzierung | Interpret                                   | Lied                         | Autoren                                  |
| ----------- | ------------------------------------------- | ---------------------------- | ---------------------------------------- |
| 1           | Gigliola Cinquetti / Patricia Carli         | Non ho l’età (per amarti)    | Mario Panzeri, Nisa, Gene Colonnello     |
| Finale      | Robertino / Bobby Rydell                    | Un bacio piccolissimo        | Giovanni Ornati, Gino Mescoli            |
| Finale      | Domenico Modugno / Frankie Laine            | Che me ne importa… a me      | Domenico Modugno                         |
| Finale      | Tony Dallara / Ben E. King                  | Come potrei dimenticarti     | Vito Pallavicini, Ezio Leoni             |
| Finale      | Gino Paoli / Antonio Prieto                 | Ieri ho incontrato mia madre | Gino Paoli                               |
| Finale      | Bobby Solo / Frankie Laine                  | Una lacrima sul viso         | Mogol, Bobby Solo                        |
| Finale      | Pino Donaggio / Frankie Avalon              | Motivo d’amore               | Pino Donaggio                            |
| Finale      | Roby Ferrante / Paul Anka                   | Ogni volta                   | Carlo Rossi, Roby Ferrante               |
| Finale      | Fabrizio Ferretti / The Fraternity Brothers | La prima che incontro        | Vito Pallavicini, Gorni Kramer           |
| Finale      | Little Tony / Gene Pitney                   | Quando vedrai la mia ragazza | Carlo Rossi, Enrico Ciacci               |
| Finale      | Bruno Filippini / The Fraternity Brothers   | Sabato sera                  | Bruno Pallesi, Walter Malgoni            |
| Finale      | Remo Germani / Nino Tempo & April Stevens   | Stasera no, no, no           | Vito Pallavicini, Evasio Roncarati       |
|             | Nicola Arigliano / Peter Kraus              | 20 km al giorno              | Mogol, Pino Massara                      |
|             | Giorgio Gaber / Patricia Carli              | Così felice                  | Giorgio Gaber                            |
|             | Fausto Cigliano / Gene Pitney               | E se domani                  | Giorgio Calabrese, Carlo Alberto Rossi   |
|             | Piero Focaccia / Bobby Rydell               | L’inverno cosa fai?          | Nisa, Gene Colonnello                    |
|             | Cocky Mazzetti / Los Hermanos Rigual        | Mezzanotte                   | Carlo Rossi, Angelo Rotunno              |
|             | Claudio Villa / Little Peggy March          | Passo su passo               | Franco Migliacci, Umberto Bindi          |
|             | Emilio Pericoli / Peter Kraus               | Piccolo piccolo              | Antonio Amurri, Lelio Luttazzi           |
|             | Aurelio Fierro / Marina Moran               | Sole pizza e amore           | Tata Giacobetti, Antonio Virgilio Savona |
|             | Laura Villa / Los Hermanos Rigual           | Sole sole                    | Laura Zanin, Arturo Casadei              |
|             | Tony Renis / Frankie Avalon                 | I sorrisi di sera            | Mogol, Alberto Testa, Tony Renis         |
|             | Lilly Bonato / Richard Moser jr.            | Tu piangi per niente         | Vito Pallavicini, Piero Soffici          |
|             | Milva / Frida Boccara                       | L’ultimo tram (a mezzanotte) | Giorgio Calabrese, Eros Sciorilli        |

## Erfolge
Verglichen mit den Vorjahren waren die Lieder dieses Festivals sehr erfolgreich, elf der zwölf Finalisten erreichten im Anschluss die Top 15 der Singlecharts. Während Quando vedrai la mia ragazza gleich in beiden Versionen die Charts erreichte, verfehlte einzig Come potrei dimenticarti (Dallara/King) die Charts. Das nicht ins Finale gelangte E se domani wurde im Jahr darauf durch Mina in die Charts gebracht.
Am erfolgreichsten war Bobby Solos Una lacrima sul viso, doch konnte das Siegerlied Non ho l’età durch Cinquettis abermaligen Sieg beim Eurovision Song Contest 1964 eine noch größere Bekanntheit erreichen.

| Jahr | Titel                        | Höchstplatzierung, Gesamtwochen, AuszeichnungChartsChartplatzierungen (Jahr, Titel, Platzierungen, Wochen, Auszeichnungen, Anmerkungen) | Anmerkungen                            |
| Jahr | Titel                        | IT | Anmerkungen                            |
| ---- | ---------------------------- | --- | -------------------------------------- |
| 1964 | Una lacrima sul viso         | IT1 (21 Wo.)IT | Version von Bobby Solo                 |
| 1964 | Non ho l’età                 | IT1 (18 Wo.)IT | Version von Gigliola Cinquetti Platz 1 |
| 1964 | Quando vedrai la mia ragazza | IT2 (14 Wo.)IT | Version von Gene Pitney                |
| 1964 | Ogni volta                   | IT2 (14 Wo.)IT | Version von Paul Anka                  |
| 1964 | Sabato sera                  | IT5 (10 Wo.)IT | Version von Bruno Filippini            |
| 1964 | Stasera no, no, no           | IT5 (9 Wo.)IT | Version von Remo Germani               |
| 1964 | Un bacio piccolissimo        | IT6 (12 Wo.)IT | Version von Robertino                  |
| 1964 | Quando vedrai la mia ragazza | IT6 (9 Wo.)IT | Version von Little Tony                |
| 1964 | Che me ne importa a me       | IT8 (6 Wo.)IT | Version von Domenico Modugno           |
| 1964 | La prima che incontro        | IT9 (3 Wo.)IT | Version von Fabrizio Ferretti          |
| 1964 | Motivo d’amore               | IT12 (1 Wo.)IT | Version von Pino Donaggio              |
| 1964 | Ieri ho incontrato mia madre | IT13 (2 Wo.)IT | Version von Antonio Prieto             |

## Belege
1. ↑  M&D-Chartarchiv. Musica e dischi, archiviert vom Original (nicht mehr online verfügbar) am 24. Juli 2017; abgerufen am 25. September 2016 (italienisch, kostenpflichtiger Abonnement-Zugang).  Info: Der Archivlink wurde automatisch eingesetzt und noch nicht geprüft. Bitte prüfe Original- und Archivlink gemäß Anleitung und entferne dann diesen Hinweis.